# Équipe de Suisse de football au Championnat d'Europe 2024
 (avril 2024).
Si vous disposez d'ouvrages ou d'articles de référence ou si vous connaissez des sites web de qualité traitant du thème abordé ici, merci de compléter l'article en donnant les références utiles à sa vérifiabilité et en les liant à la section « Notes et références ».
Cet article relate le parcours de l'équipe de Suisse de football lors du Championnat d'Europe de football 2024 qui a lieu du 14 juin au 14 juillet 2024 en Allemagne.

## Qualifications
Durant l'année 2023, la Suisse joue contre la Roumanie, Israël, la Biélorussie, le Kosovo et Andorre pour se qualifier pour l'Euro 2024. La Suisse termine deuxième derrière la Roumanie.
| Rang | Équipe      | Pts | J  | G | N | P | Bp | Bc | Diff |  | Résultats (▼ dom., ► ext.) |     |     |     |     |     |     |
| ---- | ----------- | --- | -- | - | - | - | -- | -- | ---- |  | -------------------------- | --- | --- | --- | --- | --- | --- |
| 1    | Roumanie    | 22  | 10 | 6 | 4 | 0 | 16 | 5  | +11  |  | Roumanie                   |     | 1-0 | 1-1 | 2-1 | 2-0 | 4-0 |
| 2    | Suisse      | 17  | 10 | 4 | 5 | 1 | 22 | 11 | +11  |  | Suisse                     | 2-2 |     | 3-0 | 3-3 | 1-1 | 3-0 |
| 3    | Israël      | 15  | 10 | 4 | 3 | 3 | 11 | 11 | 0    |  | Israël                     | 1-2 | 1-1 |     | 1-0 | 1-1 | 2-1 |
| 4    | Biélorussie | 12  | 10 | 3 | 3 | 4 | 9  | 14 | -5   |  | Biélorussie                | 0-0 | 0-5 | 1-2 |     | 2-1 | 1-0 |
| 5    | Kosovo      | 11  | 10 | 2 | 5 | 3 | 10 | 10 | 0    |  | Kosovo                     | 0-0 | 2-2 | 1-0 | 0-1 |     | 1-1 |
| 6    | Andorre     | 2   | 10 | 0 | 2 | 8 | 3  | 20 | -17  |  | Andorre                    | 0-2 | 1-2 | 0-2 | 0-0 | 0-3 |     |

- Sélection directement qualifiée pour l'Euro 2024

## Matchs de préparation
| 23 mars 2024                      | Danemark | 0 - 0 | Suisse | Parken Stadium, Copenhague                            |                                                       |
| 20h00 · Historique des rencontres |          |       |        | Spectateurs : 30 731 Arbitrage : Allard Lindhout (de) | Spectateurs : 30 731 Arbitrage : Allard Lindhout (de) |
| 20h00 · Historique des rencontres | Rapport  |       |        | Spectateurs : 30 731 Arbitrage : Allard Lindhout (de) | Spectateurs : 30 731 Arbitrage : Allard Lindhout (de) |

| 26 mars 2024                      | République d'Irlande | 0 - 1   | Suisse      | Aviva Stadium, Dublin                                  |                                                        |
| 20h45 · Historique des rencontres |                      | (0 - 1) | 23e Shaqiri | Spectateurs : 35 742 Arbitrage : Paweł Raczkowski (en) | Spectateurs : 35 742 Arbitrage : Paweł Raczkowski (en) |
| 20h45 · Historique des rencontres | Rapport              |         |             | Spectateurs : 35 742 Arbitrage : Paweł Raczkowski (en) | Spectateurs : 35 742 Arbitrage : Paweł Raczkowski (en) |

| 4 juin 2024                       | Suisse                                                    | 4 - 0   | Estonie | Swissporarena, Lucerne                               |                                                      |
| 20h15 · Historique des rencontres | Zuber 20e · Amdouni 47e · Elvedi 64e · Shaqiri 70e (pen.) | (1 - 0) |         | Spectateurs : 14 473 Arbitrage : Kyriakos Athanasiou | Spectateurs : 14 473 Arbitrage : Kyriakos Athanasiou |
| 20h15 · Historique des rencontres | Rapport                                                   |         |         | Spectateurs : 14 473 Arbitrage : Kyriakos Athanasiou | Spectateurs : 14 473 Arbitrage : Kyriakos Athanasiou |

| 8 juin 2024                       | Suisse     | 1 - 1   | Autriche       | kybunpark, Saint-Gall                              |                                                    |
| 18h00 · Historique des rencontres | Widmer 26e | (1 - 1) | 6e Baumgartner | Spectateurs : 18 731 Arbitrage : Maria Caputi (en) | Spectateurs : 18 731 Arbitrage : Maria Caputi (en) |
| 18h00 · Historique des rencontres | Rapport    |         |                | Spectateurs : 18 731 Arbitrage : Maria Caputi (en) | Spectateurs : 18 731 Arbitrage : Maria Caputi (en) |

## Phase finale
Le camp de base de la Suisse se situe dans la ville de Stuttgart, en Bade-Wurtemberg. Après les premiers entraînements dans le Gazi-Stadion, le directeur des équipes nationales, Pierluigi Tami, juge la pelouse « indigne des standards de l'UEFA » . Après le premier match contre la Hongrie, l'équipe de Suisse doit déménager quelques jours au camp d'entraînement du VfB Stuttgart, malgré l'augmentation des temps de trajet depuis leur hôtel pour permettre le changement de la surface de jeu. À la veille du match contre l'Écosse, un drone non identifié survole pendant quelques minutes le terrain lors d'un entraînement.

### Effectif
Les âges et les sélections sont calculés au début de l'Euro 2024, le 14 juin 2024.
La Suisse annonce une équipe préliminaire de 38 joueurs le 17 mai 2024. Le 29 mai, Yakin déclare qu'Aurèle Amenda, Ulisses Garcia, Joël Monteiro, Bryan Okoh et Bećir Omeragić ne seraient pas inclus dans la sélection finale, réduisant l'équipe à 33 joueurs. Le 5 juin, la Fédération suisse de football annonce que six autres joueurs ne feraient pas partie de l'équipe finale : Kevin Mbabu, Filip Ugrinic, Albian Hajdari, Uran Bislimi et les gardiens Pascal Loretz et Marvin Keller. Le dernier joueur à être exclu est Andi Zeqiri, le 7 juin.

### Premier tour

#### Hongrie - Suisse
| Match 2                 | Hongrie                 | 1 - 3   | Suisse                                                          | Stade de Cologne, Cologne                                                     |                                                                               |
| 15 juin 2024 15h00 CEST | ( Szoboszlai) Varga 66e | (0 - 2) | 12e Duah ( Aebischer) · 45e Aebischer ( Freuler) · 90+3e Embolo | Spectateurs : 41 676 Arbitrage : Slavko Vinčić Arbitre vidéo : Ned Kajtazovic | Spectateurs : 41 676 Arbitrage : Slavko Vinčić Arbitre vidéo : Ned Kajtazovic |
| 15 juin 2024 15h00 CEST | Szalai 69e · Fiola 88e  | Rapport | 5e Widmer · 59e Freuler                                         | Spectateurs : 41 676 Arbitrage : Slavko Vinčić Arbitre vidéo : Ned Kajtazovic | Spectateurs : 41 676 Arbitrage : Slavko Vinčić Arbitre vidéo : Ned Kajtazovic |

#### Écosse - Suisse
| Match 13                | Écosse                                   | 1 - 1   | Suisse                     | Stade de Cologne, Cologne                                                     |                                                                               |
| 19 juin 2024 21h00 CEST | ( McGregor) McTominay 13e                | (1 - 1) | 26e Shaqiri                | Spectateurs : 42 711 Arbitrage : Danny Makkelie Arbitre vidéo : Rob Dieperink | Spectateurs : 42 711 Arbitrage : Danny Makkelie Arbitre vidéo : Rob Dieperink |
| 19 juin 2024 21h00 CEST | McTominay 51e · McKenna 68e · McGinn 71e | Rapport | 31e Rodríguez · 86e Sierro | Spectateurs : 42 711 Arbitrage : Danny Makkelie Arbitre vidéo : Rob Dieperink | Spectateurs : 42 711 Arbitrage : Danny Makkelie Arbitre vidéo : Rob Dieperink |

#### Suisse - Allemagne
| Match 25                | Suisse                             | 1 - 1   | Allemagne              | Frankfurt Arena, Francfort-sur-le-Main                                              |                                                                                     |
| 23 juin 2024 21h00 CEST | ( Freuler) Ndoye 28e               | (1 - 0) | 90+2e Füllkrug ( Raum) | Spectateurs : 46 685 Arbitrage : Daniele Orsato Arbitre vidéo : Massimiliano Irrati | Spectateurs : 46 685 Arbitrage : Daniele Orsato Arbitre vidéo : Massimiliano Irrati |
| 23 juin 2024 21h00 CEST | Ndoye 25e · Xhaka 67e · Widmer 81e | Rapport | 38e Tah                | Spectateurs : 46 685 Arbitrage : Daniele Orsato Arbitre vidéo : Massimiliano Irrati | Spectateurs : 46 685 Arbitrage : Daniele Orsato Arbitre vidéo : Massimiliano Irrati |

### Huitième de finale

#### Suisse - Italie
| Match 38                 | Suisse                                          | 2 - 0   | Italie                                      | Stade olympique, Berlin                                                                   |                                                                                           |
| 29 juin 2024 18 h 0 CEST | ( Vargas) Freuler 37e · ( Aebischer) Vargas 46e | (1 - 0) |                                             | Spectateurs : 68 172 Arbitrage : Szymon Marciniak Arbitre vidéo : Tomasz Kwiatkowski (de) | Spectateurs : 68 172 Arbitrage : Szymon Marciniak Arbitre vidéo : Tomasz Kwiatkowski (de) |
| 29 juin 2024 18 h 0 CEST |                                                 | Rapport | 35e Barella · 45e El Shaarawy · 57e Mancini | Spectateurs : 68 172 Arbitrage : Szymon Marciniak Arbitre vidéo : Tomasz Kwiatkowski (de) | Spectateurs : 68 172 Arbitrage : Szymon Marciniak Arbitre vidéo : Tomasz Kwiatkowski (de) |

### Quarts de finale

#### Angleterre - Suisse
| Match 48                   | Angleterre                                            | 1 - 1 a. p.           | Suisse                             | Düsseldorf Arena, Düsseldorf                                                        |                                                                                     |
| 6 juillet 2024 18 h 0 CEST | ( Rice) Saka 80e                                      | (0 - 0, 1 - 1, 1 - 1) | 75e Embolo ( Ndoye)                | Spectateurs : 46 907 Arbitrage : Daniele Orsato Arbitre vidéo : Massimiliano Irrati | Spectateurs : 46 907 Arbitrage : Daniele Orsato Arbitre vidéo : Massimiliano Irrati |
| 6 juillet 2024 18 h 0 CEST | Kane 67e                                              | Rapport               | 32e Schär · 85e Widmer ·           | Spectateurs : 46 907 Arbitrage : Daniele Orsato Arbitre vidéo : Massimiliano Irrati | Spectateurs : 46 907 Arbitrage : Daniele Orsato Arbitre vidéo : Massimiliano Irrati |
| 6 juillet 2024 18 h 0 CEST | Palmer · Bellingham · Saka · Toney · Alexander-Arnold | Tirs au but 5 - 3     | Akanji · Schär · Shaqiri · Amdouni | Spectateurs : 46 907 Arbitrage : Daniele Orsato Arbitre vidéo : Massimiliano Irrati | Spectateurs : 46 907 Arbitrage : Daniele Orsato Arbitre vidéo : Massimiliano Irrati |

## Statistiques

### Temps de jeu
| N°         | Joueurs           |          |          |          |          |          | TT       | But inscrit | Passe décisive | MJ       | MT       | Légende |
| ---------- | ----------------- | -------- | -------- | -------- | -------- | -------- | -------- | ----------- | -------------- | -------- | -------- | --- |
| Gardiens   | Gardiens          | Gardiens | Gardiens | Gardiens | Gardiens | Gardiens | Gardiens | Gardiens    | Gardiens       | Gardiens | Gardiens | Abréviations et symboles : TT : Total de minutes jouées MJ : Nombre de matchs joués MT : Matchs joués en tant que titulaire : but : passe décisive : joueur entré : joueur remplacé : capitaine : carton jaune : carton rouge |
| 1          | Yann Sommer       | 90       | 90       | 90       | 90       | 120      | 480      | -           | -              | 5        | 5        | Abréviations et symboles : TT : Total de minutes jouées MJ : Nombre de matchs joués MT : Matchs joués en tant que titulaire : but : passe décisive : joueur entré : joueur remplacé : capitaine : carton jaune : carton rouge |
| 12         | Yvon Mvogo        | -        | -        | -        | -        | -        | -        | -           | -              | -        | -        | Abréviations et symboles : TT : Total de minutes jouées MJ : Nombre de matchs joués MT : Matchs joués en tant que titulaire : but : passe décisive : joueur entré : joueur remplacé : capitaine : carton jaune : carton rouge |
| 21         | Gregor Kobel      | -        | -        | -        | -        | -        | -        | -           | -              | -        | -        | Abréviations et symboles : TT : Total de minutes jouées MJ : Nombre de matchs joués MT : Matchs joués en tant que titulaire : but : passe décisive : joueur entré : joueur remplacé : capitaine : carton jaune : carton rouge |
| Défenseurs |                   |          |          |          |          |          |          |             |                |          |          | Abréviations et symboles : TT : Total de minutes jouées MJ : Nombre de matchs joués MT : Matchs joués en tant que titulaire : but : passe décisive : joueur entré : joueur remplacé : capitaine : carton jaune : carton rouge |
| 2          | Leonidas Stergiou | 22       | 4        | -        | 18       | -        | 44       | -           | -              | 3        | 0        | Abréviations et symboles : TT : Total de minutes jouées MJ : Nombre de matchs joués MT : Matchs joués en tant que titulaire : but : passe décisive : joueur entré : joueur remplacé : capitaine : carton jaune : carton rouge |
| 3          | Silvan Widmer     | 68       | 86       | 90       | -        | 57       | 301      | -           | -              | 4        | 3        | Abréviations et symboles : TT : Total de minutes jouées MJ : Nombre de matchs joués MT : Matchs joués en tant que titulaire : but : passe décisive : joueur entré : joueur remplacé : capitaine : carton jaune : carton rouge |
| 4          | Nico Elvedi       | -        | -        | -        | -        | -        | -        | -           | -              | -        | -        | Abréviations et symboles : TT : Total de minutes jouées MJ : Nombre de matchs joués MT : Matchs joués en tant que titulaire : but : passe décisive : joueur entré : joueur remplacé : capitaine : carton jaune : carton rouge |
| 5          | Manuel Akanji     | 90       | 90       | 90       | 90       | 120      | 480      | -           | -              | 5        | 5        | Abréviations et symboles : TT : Total de minutes jouées MJ : Nombre de matchs joués MT : Matchs joués en tant que titulaire : but : passe décisive : joueur entré : joueur remplacé : capitaine : carton jaune : carton rouge |
| 13         | Ricardo Rodriguez | 90       | 90       | 90       | 90       | 120      | 480      | -           | 5              | 5        |          | Abréviations et symboles : TT : Total de minutes jouées MJ : Nombre de matchs joués MT : Matchs joués en tant que titulaire : but : passe décisive : joueur entré : joueur remplacé : capitaine : carton jaune : carton rouge |
| 15         | Cédric Zesiger    | -        | -        | -        | -        | -        | -        | -           | -              | -        | -        | Abréviations et symboles : TT : Total de minutes jouées MJ : Nombre de matchs joués MT : Matchs joués en tant que titulaire : but : passe décisive : joueur entré : joueur remplacé : capitaine : carton jaune : carton rouge |
| 22         | Fabian Schär      | 90       | 90       | 90       | 90       | 120      | 480      | -           | -              | 5        | 5        | Abréviations et symboles : TT : Total de minutes jouées MJ : Nombre de matchs joués MT : Matchs joués en tant que titulaire : but : passe décisive : joueur entré : joueur remplacé : capitaine : carton jaune : carton rouge |
| Milieux    |                   |          |          |          |          |          |          |             |                |          |          | Abréviations et symboles : TT : Total de minutes jouées MJ : Nombre de matchs joués MT : Matchs joués en tant que titulaire : but : passe décisive : joueur entré : joueur remplacé : capitaine : carton jaune : carton rouge |
| 6          | Denis Zakaria     | -        | -        | -        | -        | 22       | 22       | -           | -              | 1        | 0        | Abréviations et symboles : TT : Total de minutes jouées MJ : Nombre de matchs joués MT : Matchs joués en tant que titulaire : but : passe décisive : joueur entré : joueur remplacé : capitaine : carton jaune : carton rouge |
| 8          | Remo Freuler      | 86       | 75       | 90       | 90       | 118      | 459      | 1           | 2              | 5        | 5        | Abréviations et symboles : TT : Total de minutes jouées MJ : Nombre de matchs joués MT : Matchs joués en tant que titulaire : but : passe décisive : joueur entré : joueur remplacé : capitaine : carton jaune : carton rouge |
| 10         | Granit Xhaka      | 90       | 90       | 90       | 90       | 120      | 480      | -           | -              | 5        | 5        | Abréviations et symboles : TT : Total de minutes jouées MJ : Nombre de matchs joués MT : Matchs joués en tant que titulaire : but : passe décisive : joueur entré : joueur remplacé : capitaine : carton jaune : carton rouge |
| 16         | Vincent Sierro    | 4        | 15       | -        | 13       | 2        | 34       | -           | -              | 4        | 0        | Abréviations et symboles : TT : Total de minutes jouées MJ : Nombre de matchs joués MT : Matchs joués en tant que titulaire : but : passe décisive : joueur entré : joueur remplacé : capitaine : carton jaune : carton rouge |
| 20         | Michel Aebischer  | 90       | 90       | 90       | 90       | 118      | 478      | 1           | 2              | 5        | 5        | Abréviations et symboles : TT : Total de minutes jouées MJ : Nombre de matchs joués MT : Matchs joués en tant que titulaire : but : passe décisive : joueur entré : joueur remplacé : capitaine : carton jaune : carton rouge |
| 23         | Xherdan Shaqiri   | -        | 60       | -        | -        | 11       | 71       | 1           | -              | 2        | 1        | Abréviations et symboles : TT : Total de minutes jouées MJ : Nombre de matchs joués MT : Matchs joués en tant que titulaire : but : passe décisive : joueur entré : joueur remplacé : capitaine : carton jaune : carton rouge |
| 24         | Ardon Jashari     | -        | -        | -        | -        | -        | -        | -           | -              | -        | -        | Abréviations et symboles : TT : Total de minutes jouées MJ : Nombre de matchs joués MT : Matchs joués en tant que titulaire : but : passe décisive : joueur entré : joueur remplacé : capitaine : carton jaune : carton rouge |
| 26         | Fabian Rieder     | 4        | 15       | 65       | 72       | 63       | 219      | -           | -              | 5        | 3        | Abréviations et symboles : TT : Total de minutes jouées MJ : Nombre de matchs joués MT : Matchs joués en tant que titulaire : but : passe décisive : joueur entré : joueur remplacé : capitaine : carton jaune : carton rouge |
| Attaquants |                   |          |          |          |          |          |          |             |                |          |          | Abréviations et symboles : TT : Total de minutes jouées MJ : Nombre de matchs joués MT : Matchs joués en tant que titulaire : but : passe décisive : joueur entré : joueur remplacé : capitaine : carton jaune : carton rouge |
| 7          | Breel Embolo      | 16       | 30       | 65       | 77       | 109      | 297      | 2           | -              | 5        | 3        | Abréviations et symboles : TT : Total de minutes jouées MJ : Nombre de matchs joués MT : Matchs joués en tant que titulaire : but : passe décisive : joueur entré : joueur remplacé : capitaine : carton jaune : carton rouge |
| 9          | Noah Okafor       | -        | -        | -        | -        | -        | -        | -           | -              | -        | -        | Abréviations et symboles : TT : Total de minutes jouées MJ : Nombre de matchs joués MT : Matchs joués en tant que titulaire : but : passe décisive : joueur entré : joueur remplacé : capitaine : carton jaune : carton rouge |
| 11         | Renato Steffen    | -        | -        | -        | 1        | -        | 1        | -           | -              | 1        | 0        | Abréviations et symboles : TT : Total de minutes jouées MJ : Nombre de matchs joués MT : Matchs joués en tant que titulaire : but : passe décisive : joueur entré : joueur remplacé : capitaine : carton jaune : carton rouge |
| 14         | Steven Zuber      | -        | -        | -        | 19       | 57       | 76       | -           | -              | 2        | 0        | Abréviations et symboles : TT : Total de minutes jouées MJ : Nombre de matchs joués MT : Matchs joués en tant que titulaire : but : passe décisive : joueur entré : joueur remplacé : capitaine : carton jaune : carton rouge |
| 17         | Ruben Vargas      | 74       | 75       | 25       | 74       | 63       | 311      | 1           | -              | 5        | 4        | Abréviations et symboles : TT : Total de minutes jouées MJ : Nombre de matchs joués MT : Matchs joués en tant que titulaire : but : passe décisive : joueur entré : joueur remplacé : capitaine : carton jaune : carton rouge |
| 18         | Kwadwo Duah       | 68       | -        | 25       | 13       | -        | 106      | 1           | -              | 3        | 1        | Abréviations et symboles : TT : Total de minutes jouées MJ : Nombre de matchs joués MT : Matchs joués en tant que titulaire : but : passe décisive : joueur entré : joueur remplacé : capitaine : carton jaune : carton rouge |
| 19         | Dan Ndoye         | 86       | 86       | 65       | 77       | 98       | 402      | 1           | 1              | 5        | 5        | Abréviations et symboles : TT : Total de minutes jouées MJ : Nombre de matchs joués MT : Matchs joués en tant que titulaire : but : passe décisive : joueur entré : joueur remplacé : capitaine : carton jaune : carton rouge |
| 25         | Zeki Amdouni      | 22       | 4        | 25       | -        | 2        | 53       | -           | -              | 4        | 0        | Abréviations et symboles : TT : Total de minutes jouées MJ : Nombre de matchs joués MT : Matchs joués en tant que titulaire : but : passe décisive : joueur entré : joueur remplacé : capitaine : carton jaune : carton rouge |

| Buts | Joueurs          | Adversaires        |
| ---- | ---------------- | ------------------ |
| 2    | Breel Embolo     | Hongrie Angleterre |
| 1    | Michel Aebischer | Hongrie            |
| 1    | Kwadwo Duah      | Hongrie            |
| 1    | Xherdan Shaqiri  | Écosse             |
| 1    | Dan Ndoye        | Allemagne          |
| 1    | Remo Freuler     | Italie             |
| 1    | Ruben Vargas     | Italie             |

| Passes | Joueurs          | Adversaires       |
| ------ | ---------------- | ----------------- |
| 2      | Remo Freuler     | Hongrie Allemagne |
| 2      | Michel Aebischer | Hongrie Italie    |
| 1      | Ruben Vargas     | Italie            |
| 1      | Dan Ndoye        | Angleterre        |